# Caraphia cribrata
Caraphia cribrata là một loài bọ cánh cứng trong họ Cerambycidae.